# 焼きそば
焼きそば（やきそば、焼き蕎麦）とは、中華麺を豚肉などの肉類・キャベツ・ニンジン・タマネギ・モヤシなどの野菜類といった具とともに炒めたもの。日本ではウスターソースを使用した「ソース焼きそば」が普及していて、「塩焼きそば」などの変種もある。元々は食堂や屋台で提供されていた料理であるが、家庭料理としても広く普及している。

## 概要
日本における焼きそばは家庭料理や飲食店のメニューとして一般的である。さらに屋外であっても鉄板一枚あれば調理可能なことや調理手順が簡単なことから、縁日の露店、学園祭などイベントの模擬店・売店、スナックコーナーなど様々な場所で売られている。また、地域おこしのためのご当地グルメにもされている（「#ご当地焼きそば」参照）。常温または電子レンジによる再加熱ですぐに食べられる調理済み焼きそばがスーパーマーケットやコンビニエンスストアの惣菜・弁当コーナーで広く販売されている。
『にっぽん洋食物語大全』（小菅桂子著）には「ソース焼きそばを浅草焼きそばと呼ぶ人もいる」と書かれており、昭和10年代（1935年 - 1944年）の浅草でソース焼きそばが名物とされていたことが記されている。この問題を調べた塩崎省吾は、著書『ソース焼きそばの謎』で、その発祥を大正７年の浅草と想定している。大正から昭和初期に流行したどんどん焼きの屋台でも焼きそばは販売されており、少なくとも東京などの都市部においては戦前から一般的な軽食として定着していたことがわかる。既製の中華麺が流通するようになった昭和30年頃からは家庭料理としても作られるようになり、またお好み焼きやもんじゃ焼きなどと並ぶ子供のおやつとして駄菓子屋などでも提供されていた。
1963年（昭和38年）には日清食品がインスタント袋麺「日清焼そば」を発売し、ヒット商品となって広まった。日清食品は「世界初のインスタント焼きそば」としている。その後、1975年（昭和50年）に東洋水産がチルド麺「焼そば3人前」を発売、同じ頃に「焼きそばソース」も市販されるようになった。カップ焼きそばは1974年（昭和49年）に誕生し、1975年に「ペヤングソースやきそば」、東洋水産「やきそば弁当」、1976年に「日清焼そばU.F.O.」が発売され、大ヒットとなった。

## 食材
「焼きそば」用の麺はソバが原料の日本蕎麦ではなく、小麦粉が原料の中華麺である。焼きそば用に販売される中華麺は蒸した上、ほぐしやすいように油処理がされているものが多い。近畿圏では油処理なしの茹で麺もよく用いられる。大手メーカーから家庭向けに販売されている商品は、個別包装された2 - 3食分の蒸し中華麺に粉末、あるいは液体の濃縮調味料を添付して1パックとされているのが標準的である。
味付けにはウスターソース・醤油・塩・胡椒・オイスターソース・味噌、隠し味でトマトケチャップなどが用いられる。焼きそば用に味や濃度が調整された「焼きそばソース」も各メーカーから市販されている。ウスターソースの代わりに、食塩が入った出汁などを使った味付けは「塩焼きそば」、醤油ベースの味付けなら「醤油焼きそば」味噌ベースの味付けなら「みそ焼きそば」と呼ぶこともある。
具材は、豚肉などの肉類、キャベツ・ニンジン・タマネギ・もやし・ピーマンなどの野菜類が多く使われるが、イカなどの魚介類、天かす・目玉焼き・錦糸卵・タケノコなどを使用する場合もある。盛り付けの際に青のり・海苔・削り節を振り掛けたり、刻んだ紅しょうがを添えたりする。マヨネーズ・七味唐辛子・ゴマなどをかける場合もある。

## 類似の料理

### 炒麺

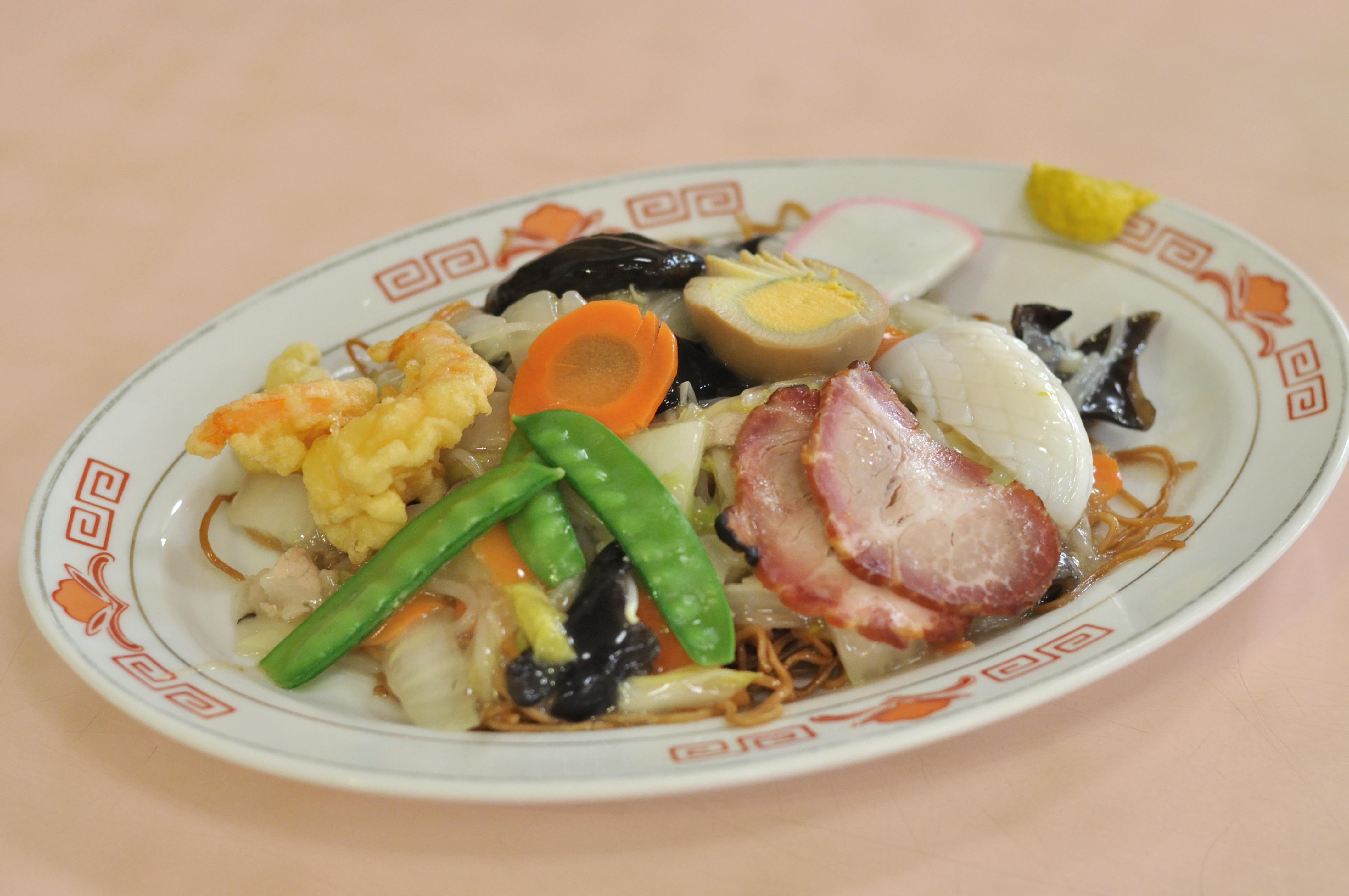
五目かた焼きそば

中華料理の「炒麺」も、日本では一般に焼きそばと呼称される。これは、調理した肉・海老・人参・筍・椎茸などの具を水溶き片栗粉などでとろみをつけて合わせた餡を、炒めた麺の上に、掛けたもので「五目あんかけ焼そば」あるいは単に「五目焼きそば」「あんかけ焼きそば」と呼ばれる。『あんかけ焼きそばの謎』（塩崎省吾著）によれば、麺はもともとは油で揚げてパリパリにした中華麺で、後に「かた焼きそば」（あるいは「あげそば」「バリそば」「炸麺」）と呼ばれるものである。かた焼きそばと似ているが発祥が異なる料理として、長崎市の皿うどんがある。塩崎によれば、両者ともアメリカ式の広東料理である炒麺（Chow mein）が、日本の横浜、長崎にそれぞれ入ってきたものといわれている。

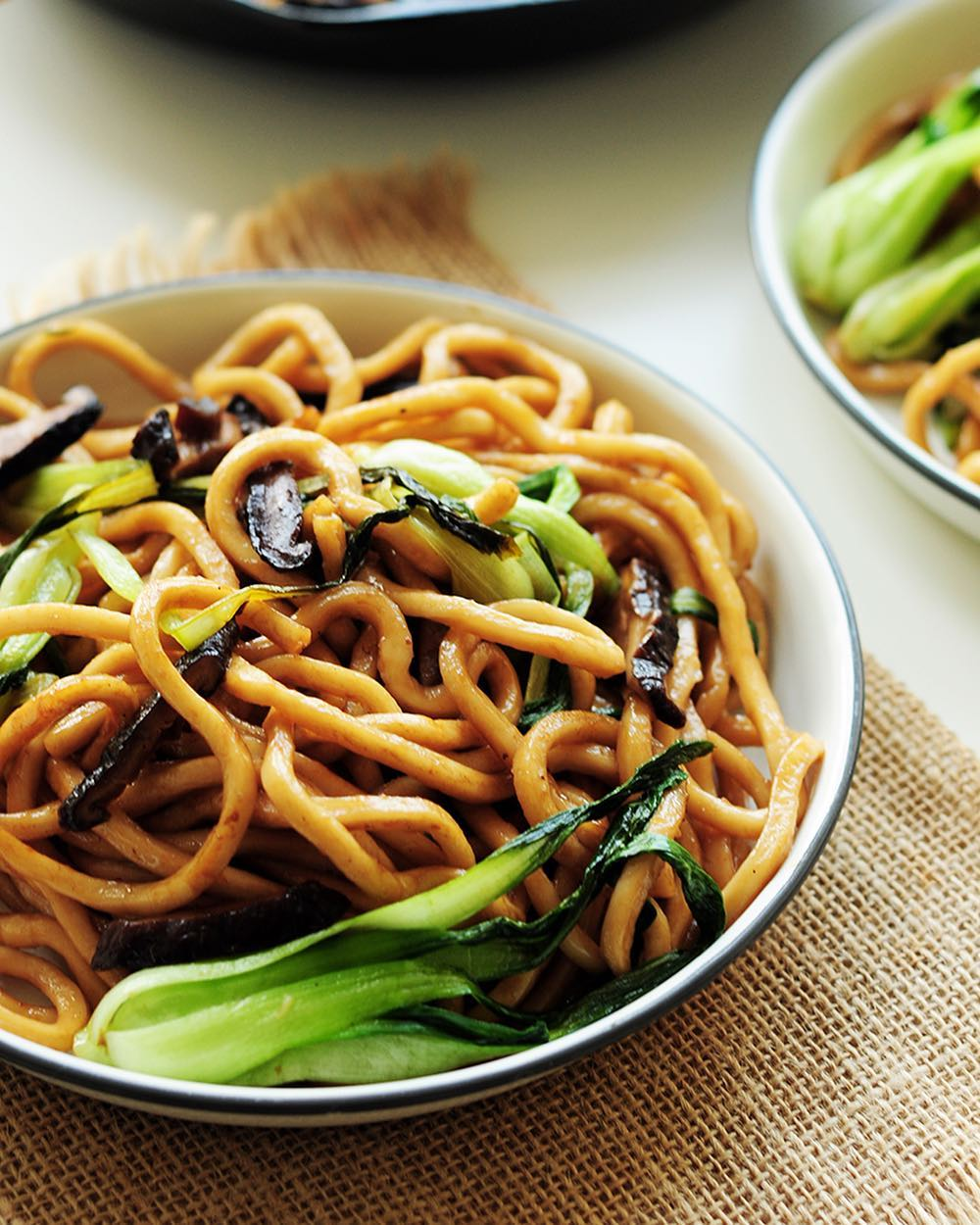
上海焼きそば（上海炒麺）

また、日本の焼きそばによく似た「上海炒麺」がある。ただし、本場の上海炒麺が、麺はうどん並の極太麺、具は細切りの豚肉と青菜、味付けは中国風たまり醤油、色は濃厚な茶色で、味わいは甘塩っぱいのに対して、日本では、麺は細めの中華麺、具は細切りの豚肉の他に多様な野菜・魚介・キノコ類、味付けは醤油とオイスターソース、色は薄目で、味わいは具材の旨味を生かしあっさりしたものになっている。これは塩崎によれば、神田神保町中華街で出された寧波風の炒麺が元になっているとのことである。
兵庫県神戸市周辺では、中華料理店の炒麺は「焼きそば」、お好み焼き屋などで供されるソース焼きそばは「そば焼き」と呼んで区別される。

### その他
- このほか、飲食店がメニューとして出したり、調味料会社などがレシピを提供したりしている多様な焼きそば風料理が存在する。中華麺を使わず、スパゲティの麺にケチャップ[16]、蕎麦にめんつゆ[17]などをベースとする調味料で味付けした料理を「焼きそば」と称することもある。
- また、タイ料理のパッタイを「タイ風焼きそば」と呼ぶ[18]など、外国の似た料理の説明に「焼きそば」という言葉が使われることもある。

## インスタント食品
インスタント食品としての焼きそばは、油揚げされた麺を湯で戻し、付属のソースで味付けをする。なお、この油揚げされた麺というのは、固焼きそばのそれとは違い、インスタントラーメンに多い即席油揚げ麺の事であり、乾燥保存と麺の中に微細な空洞を作って戻しやすくすることを目的として揚げたものである。味付けはソース焼きそばがほとんどであるが、塩焼きそば、カレー焼きそば、オイスターソースを用いた上海焼きそば、インドネシア風のミーゴレンなどのバリエーションも存在する。あんかけソースの付属した中華風焼きそば（揚げ麺や固焼きそば）に類するものも少数見られる。
インスタント焼きそばにはカップ麺（カップ焼きそば）と袋麺があるが、付属の専用容器で調理を行うカップ式の物に比べ、袋麺は種類も流通量も非常に少ない。これは前者がお湯で戻した麺にソースを混ぜるだけで常に安定した味が得られるのに対し、後者は鍋を使って調理する必要があり、湯量や火力の調整が難しく失敗も多かったためで、カップ焼きそばが登場した1970年代後半を境に完全に主流が切り替わった。このため袋麺は1960年代から仕様が変わっていないものがほとんどで、カップ式の大半が液体ソースであるのに対し、袋麺には昔ながらの粉末タイプのものが多い。
冷凍食品も販売されており、「五目あんかけ焼きそば」や「ご当地焼きそば」も存在する。

## ご当地焼きそば
日本各地のご当地焼きそばは各種あり、地域おこしを兼ねて地域の名称が付けられている料理が多い。

### 北海道・東北地方
- オホーツク北見塩やきそば（北海道北見市）
- 旭川しょうゆ焼きそば（北海道旭川市）
- 美唄やきそば（袋入り焼きそば）（北海道美唄市）具はなくポリ袋入りのソース焼きそば。紅ショウガスライスが別添。手を汚さず温めずに食べられる。
- 小樽あんかけ焼そば（北海道小樽市）
- 登別閻魔やきそば（北海道登別市）
- つゆ焼きそば（青森県黒石市）
- 男鹿のやきそば（秋田県男鹿市）
- 横手やきそば（秋田県横手市）
- ホルモン焼きそば（秋田県横手市）
- 庄内シルク焼きそば（山形県庄内地方）ソース後掛けの焼きそば。切った焼きのりが大量にのる。
- 石巻焼きそば（宮城県石巻市）
- 仙台マーボー焼そば（宮城県仙台市）
- 会津カレー焼きそば（福島県会津若松市）
- なみえ焼きそば（福島県双葉郡浪江町）

### 関東地方
- 那珂湊焼きそば（茨城県ひたちなか市）
- スープ入り焼きそば（栃木県那須塩原市）
- 宇都宮焼きそば（栃木県宇都宮市）
- じゃがいも入りやきそば（栃木県足利市・栃木市）
- ポテト入りやきそば（群馬県桐生市）
- 太田焼きそば（群馬県太田市）
- 岩槻ねぎの塩焼きそば（埼玉県さいたま市）
- 春日部やきそば（埼玉県春日部市）
- 川越太麺焼きそば（埼玉県川越市）
- 東京大田汐焼きそば（東京都大田区）
- 東村山黒焼きそば（東京都東村山市）
- 藤沢炒麺（神奈川県藤沢市）
- たんたんたぬきの担々やきそば（神奈川県湯河原町）

### 中部地方
- イタリアン（新潟県中越・下越）
- カリーナ（新潟県新潟市西蒲区）[19]焼きそばにカレーミートソースをかけ、紅ショウガをトッピングした料理。新潟市巻地区を中心に、新潟県内外に最大53店舗あった“ラーメンタカノ”の定番人気メニューとして販売されていた。
- ござれやきそば（新潟県新潟市北区）[20]
- 糸魚川ブラック焼きそば（新潟県糸魚川市）
- 信州つけ焼きそば（長野県中野市）[21]
- 長野あんかけ焼きそば（長野県長野市）
- ローメン（長野県伊那市）
- 青春のトマト焼きそば（山梨県中央市）
- 富士宮やきそば（静岡県富士宮市）
- 海賊焼（静岡県西伊豆町）
- おかべ焼きそば（静岡県藤枝市）
- 桜えびやきそば（静岡県静岡市）
- 美濃加茂やきそば（岐阜県美濃加茂市）
- 郡上焼きそば（岐阜県郡上市） - かた焼きと普通の焼きそばが混ざったもの。
- 瀬戸しょうゆ焼きそば（愛知県瀬戸市）
- 小松塩焼きそば（石川県小松市）

### 近畿地方
- イタリアン焼きそば（滋賀県長浜市）
- スヤキ（滋賀県甲賀市）
- カレー焼きそば（京都府宮津市）
- 橿原スタミナ焼きそば（奈良県橿原市）2017年6月閉店した、橿原スタミナラーメンで提供されていた焼きそば。
- そばめし（兵庫県神戸市）
- ちゃんぽん焼き（兵庫県姫路市）[22][23]

### 中国・四国・九州地方
- ひるぜん焼そば（岡山県真庭市）
- 備中高梁インディアントマト焼そば（岡山県高梁市）[24]
- かめそば（愛媛県松山市）
- 日田やきそば（大分県日田市）

### ブラジル
- YAKISOBA[25]、YAKISSOBA（ブラジルサンパウロ州）

## 他の料理との融合

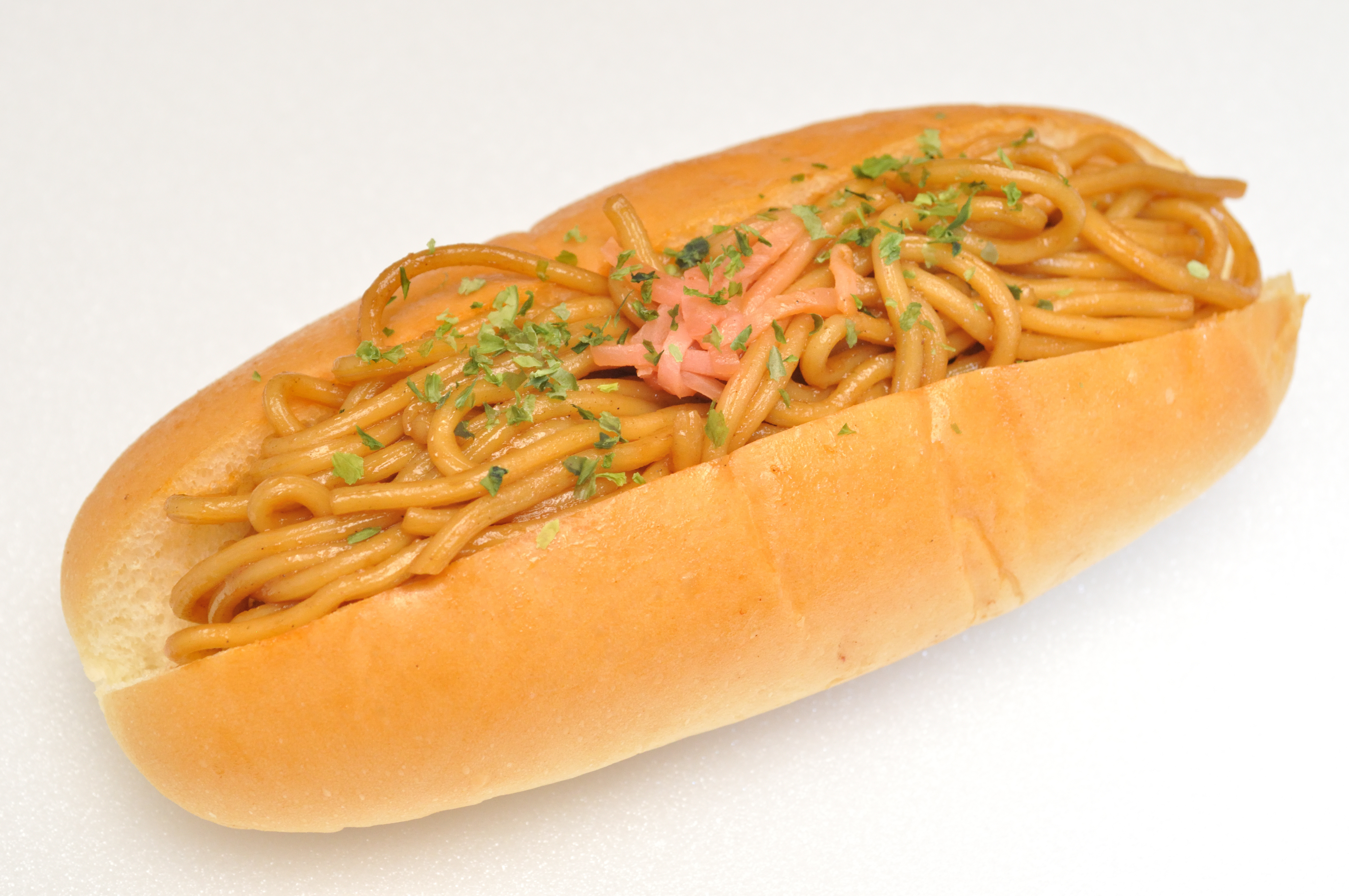
焼きそばパン

- 焼きそばをコッペパンにはさんだものを「焼きそばパン」という。
- 焼きそばと同様の調理法で、麺にうどんを用いたものは「焼きうどん」、ビーフンを用いたものは「焼きビーフン」と呼ばれる。姫路市のちゃんぽん焼きのように複数種の麺を焼く料理もある。
- モダン焼きなどお好み焼きの具として使うことがある[26]。
- 焼きそばを薄焼き卵でオムライス状に包んだものは「オムそば」「オム巻き」などと呼ばれる。
- 和歌山県御坊市には、焼きそばを溶き卵でお好み焼き状に固めた、せち焼きという料理がある。
- 変わり種中華まんの一つとして、焼きそばを具に用いた「焼きそばまん」がある。
- 大阪など近畿地方、名古屋など東海地方（静岡県を除く）には、焼きそばをおかずにご飯と味噌汁のついた「焼きそば定食」が存在し、お好み焼き店や大衆食堂などで提供される。焼きそばとご飯が同じ皿に盛りつけてある場合には、「焼きそばライス」とも呼ばれる。
- 神戸市には、「そばめし」という細かく刻んだ焼きそばを白ご飯と混ぜてソースで炒めた料理がある。
- 福井市には、日本蕎麦を使用した焼きそばにソースカツを組み合わせた「ソースカツ焼き蕎麦」という料理を提供する店がある。
- 沖縄県では、もっぱら沖縄そば用の太い中華麺が用いられる。味付けにトマトケチャップが用いられることも多く、本土のナポリタンに似た料理となる。
- スパゲッティを用いた焼きそばを提供する店もある。1960年代から1970年代には「日清スパゲニー」「ハウスそばゲッティ」などケチャップ味の即席焼きそばも販売されていた。